# 日本作曲家协会
公益性社团法人日本作曲家协会（日语：日本作曲家協会，簡稱 JACOMPA）是由日本作曲家所組成的團體。現任會長為弦哲也。

## 概述
1958年11月，一班日本流行曲作曲家在一次定期聚會中談及希望成立一個作曲家組織，藉以「加強彼此間的聯繫、有助作曲活動並振興日本音樂文化、提昇作曲家的社會地方和維護作曲家的版權事宜」的四大範疇。最終由15名作曲家響應並成立籌備委員會，並推介古賀政男為首任會長。1973年10月，組織正式申請注冊為「社團法人」，及後於2012年4月變更為「公益社團法人」，組織宗旨亦改為「振興作曲活動，推廣音樂普及化，並以國家藝術文化發展為目標」，亦重新制定了會章。
協會會址位於東京都港區六本木3-4-7。凡有意加入成為會員，除了填寫申請書外，還需獲有1名理事及1名會員推薦、並須附上已作市售的音樂產品（如CD、卡式錄音帶等），及後經過面見合格後，經理事會確認後便能成為正式會員。

## 歷任會長
- 古賀政男（1958年 - 1978年）
- 服部良一（1978年 - 1993年）
- 吉田正（1993年 - 1997年）
- 船村徹（1997年 - 2005年）
- 遠藤實（2005年 - 2008年）
- 服部克久（2008年 - 2013年）
- 叶弦大（2013年 - 2017年）
- 弦哲也（2018年 - ）[4]

## 主要活动
日本作曲家協會每年均會舉辦三個重要的音樂活動，分別是年初的「格蘭披治歌曲大賽」（／Song Contest Grand Prix，以發掘新晉作曲家的比賽）、十月初的「日本作曲家協會音槳祭」、以及每年12月30日舉行的日本唱片大獎。
除此以外，協會亦定時舉辦研究發表會、演奏會、演講會等，又與外國的音樂團體作交流，增強與世界不同地方的音樂交流；對內方面，則有出版會刊及音樂相關書籍；以及其他有助促成協會宗旨之活動。

## 關連項目
- 日本作詩家協会（日语：日本作詩家協会）
- 日本唱片大獎